# 라우라 파이어징거
라우라 파이어징거(독일어: Laura Feiersinger, 1993년 4월 5일 ~ )는 오스트리아의 여자 축구 선수이다. 포지션은 미드필더이며, 현재 독일 프라우엔-분데스리가의 1. FFC 프랑크푸르트 소속이다.

## 클럽 경력
오스트리아 축구 국가대표팀 선수로 활약했던 볼프강 파이어징거의 딸로 태어났다. 2008년에 오스트리아 프라우엔리가 소속 여자 축구 클럽인 USK 호프에 입단하면서 프로 선수로 데뷔했고 2010년에는 독일의 여자 축구 클럽인 헤르포르트 SV로 이적했다.
2011년부터 2016년까지 바이에른 뮌헨 소속으로 활약하면서 팀의 프라우엔-분데스리가 2회 우승(2014-15, 2015-16), 여자 DFB-포칼 1회 우승(2011-12)을 경험했다. 2016년에는 SC 잔트로 이적했고 2018년에는 1. FFC 프랑크푸르트로 이적했다.

## 국가대표 경력
2010년 6월에 오스트리아 여자 축구 국가대표팀 선수로 발탁되었으며 2016년에는 오스트리아의 키프로스컵 우승을 견인했다. 오스트리아가 준결승전에 진출했던 UEFA 여자 유로 2017에도 참가했다.